# Trichocerca vassilijevae
Trichocerca vassilijevae is een raderdiertjessoort uit de familie Trichocercidae. De wetenschappelijke naam van deze soort is voor het eerst geldig gepubliceerd in 1985 door Kutikova.